# 호엘 아길라르
호엘 안토니오 아길라르 치카스(스페인어: Joel Antonio Aguilar Chicas, 1975년 7월 2일 ~ )는 엘살바도르 출신의 축구 심판이다. 2001년부터 FIFA의 심판을 맡고 있다.
아길라르는 캐나다의 2007년 FIFA U-20 월드컵 주심으로 선정되어 여기에서 2007년 6월 30일 미국과 대한민국, 2007년 7월 5일 뉴질랜드와 감비아, 2007년 7월 8일 오스트리아와 칠레 간 경기를 맡았다. 아길라르는 2010년 FIFA 월드컵의 부심으로 선정되었다.
아길라르는 2018년 FIFA 월드컵의 심판 중 한 명으로 등재되었다.

## 심판 경력

### FIFA 월드컵
2018년 FIFA 월드컵
- 2018년 6월 18일:  스웨덴 -  대한민국 (F조)

### FIFA U-20 월드컵
2017년 FIFA U-20 월드컵
- 2017년 5월 23일:  잉글랜드 -  기니 (A조)
- 2017년 5월 31일:  잠비아 -  독일 (16강전)